# Schlacht um Kohima
Japanische Eroberung 1941/42

Bilin – Sittang – Pegu (Taukkyan) – Rangun – Yunnan-Burma-Straße (u.a. Tachiao – Oktwin – Toungoo – Yenangyaung – Lashio I)
1942/43

Burma-Kampagne 1942–1943

Arakan I – The Hump – Chindits
1944

Schlacht um Nordburma und West-Yunnan 1943–1945

Burma-Kampagne 1944

Arakan II – Ha-gō – Lashio II – Sangshak – Myitkyina – U-gō (Imphal – Kohima – Tennisplatz) – Mogaung – Song shan/Huitong-Brücke – Dan-gō
1944/45

Burma-Kampagne 1944–1945

Bhamo – Arakan III (Kangaw und Höhe 170 – Ramree) – Meiktila/Mandalay – Pakokku – Lashio III – Tanlwe Chaung – Operation Dracula – Sittang
Die Schlacht um Kohima fand zwischen dem 4. April und dem 22. Juni 1944 im Rahmen des Burmafeldzugs während des Pazifikkriegs im Zweiten Weltkrieg statt.
Zusammen mit der eng damit verbundenen und gleichzeitig stattgefundenen Schlacht um Imphal war sie der Wendepunkt der japanischen Operation U-gō von Burma nach Nordostindien. Die Schlacht fand in drei Phasen statt, wobei die erste Phase der Aufmarsch und die Blockadevorbereitung der japanischen Armeen war. Die zweite Phase bestand aus der Blockade selbst und die dritte Phase stellt dann die Befreiung der eingeschlossenen alliierten Streitkräfte dar.

## Planung
Die japanische Operation U-gō zur Invasion Indiens sah ursprünglich einen vernichtenden Angriff auf das indisch-britische IV Korps bei Imphal im indischen Bundesstaat Manipur vor. Damit sollten die die Offensivpläne der Alliierten für das Jahr 1944 durchkreuzt werden.
Generalleutnant Mutaguchi Ren’ya, Kommandeur der japanischen 15. Armee, erweiterte daraufhin den Plan, um eine Invasion Indiens selbst und möglicherweise den Sturz der britischen Vorherrschaft dort vorzusehen. Er vertrat die Meinung, wenn die Japaner in Indien stark Fuß fassen könnten, sie damit das britische Empire im Land schwächen und die indischen Nationalisten um die Legion Freies Indien in ihren Entkolonialisierungsbemühungen ermutigen würden. Auch die Nachschublinien der USA zur Nationalrevolutionären Armee von Generalissimus Chiang Kai-shek könnten dadurch stark eingeschränkt werden.
Nachdem Generalleutnant Mutaguchi die Stäbe der verschiedensten Ebenen überzeugen konnte, wurde die Offensive am 7. Januar 1944 vom kaiserlichen Hauptquartier genehmigt.

## Vormarsch der japanischen Streitkräfte

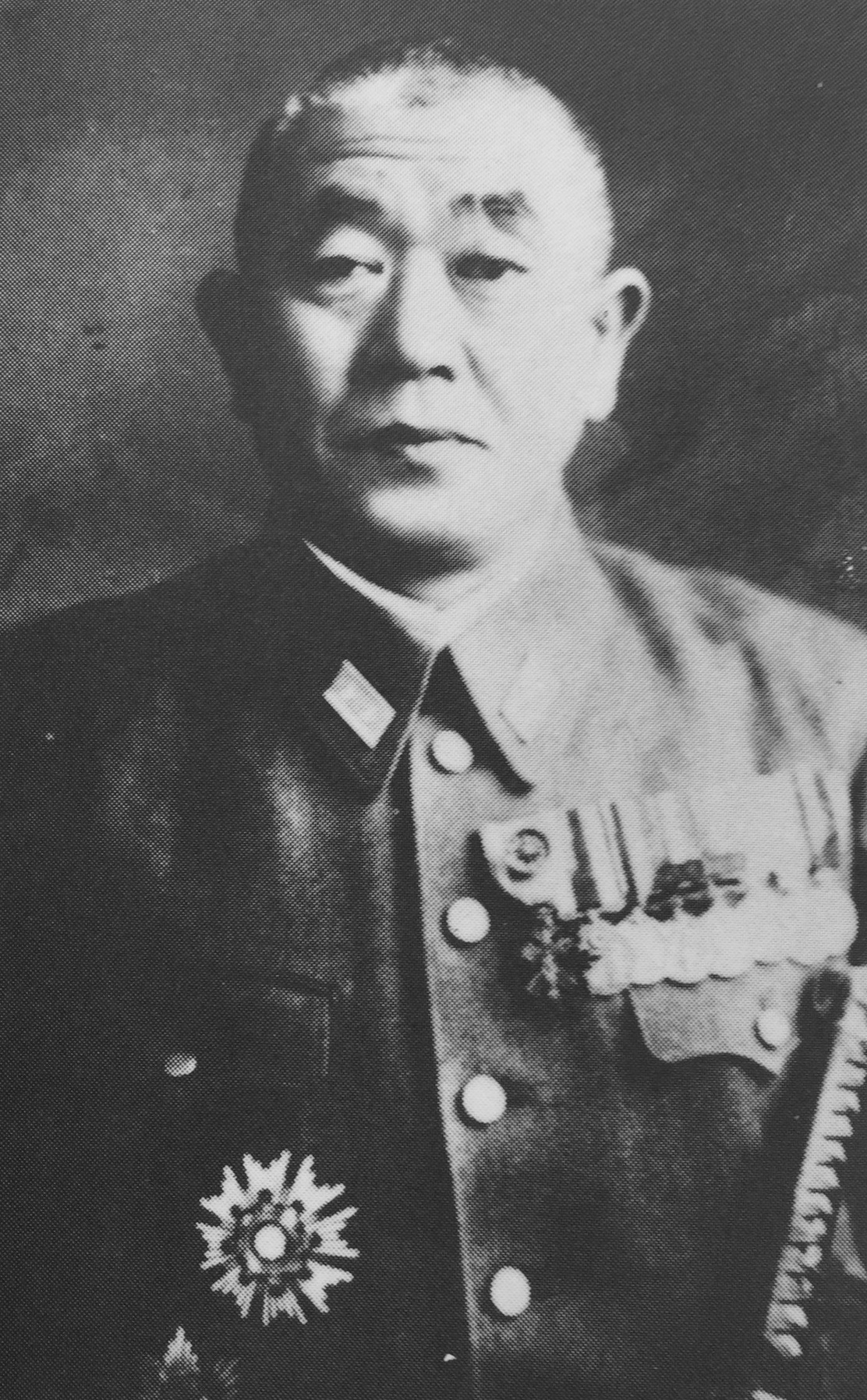
Generalleutnant Satō Kōtoku

Um die gesetzten Ziele zu erreichen, befahl Mutaguchi der 15. und der 33. Division die britisch-indischen Streitkräfte in der Imphal-Ebene einzukreisen und zu vernichten. Weiterhin sollten unter dem Kommando von Generalleutnant Satō Kōtoku die 3. und 31. Division nach Westen vorstoßen, um die Straße zwischen dem großen Versorgungsdepot und dem Bahnhof in Dimapur, dem wichtigen Eisenbahnknotenpunkt und Logistikstützpunkt im Brahmaputra-Flusstal, zu unterbrechen und so zu verhindern, dass Verstärkungen dem britisch-indischen IV Korps zu Hilfe kommen. Die Straße sollte an der kleinen Bergstation Kohima unterbrochen werden, die am Pass durch die Hügel lag.
Nach dieser erfolgreich verlaufenden Operation plante Mutaguchi weiter nach Indien vorzurücken. Er war davon überzeugt, dass die Inder dann zur Unterstützung der Japaner gegen die Briten aufstehen würden.

## Reaktion der Alliierten
Schon kurz nach dem Start der Operation U-gō erfolgte die erste Reaktion der alliierten Streitkräfte. Die Briten wussten natürlich, dass die Japaner auf Kohima zumarschierten, aber sie schätzten die Anzahl und die Geschwindigkeit der Annäherung nicht ganz korrekt ein. Die japanische 31. Division umfasste etwa 15.500 Soldaten, was den Briten nicht bewusst war.
Das britisch-indische XV Korps unter dem Befehl von Generalleutnant Sir Alexander Frank Philip Christison begann am 19. März eine Luftbrücke von Arakan zur Verstärkung des britisch-indischen IV Korps unter Generalleutnant Sir Geoffry Scoones in Imphal einzurichten. Diese firmierte unter dem Decknamen Operation Stamina. Bis zum 12. Mai wurden fünf weitere Brigaden eingeflogen.
Mit der Schlacht um Sangshak im März 1944 begannen die ausgedehnten Operationen um Imphal und Kohima. Durch die dadurch ausgelöste Verzögerung des japanischen Durchmarsches nach Kohima und Dimapur gelang es den Alliierten Nachschub an Waffen, Munition und Soldaten dorthin zu bringen.

### Kohima
In Kohima kamen und gingen ständig Soldaten. Der Ort hatte den Charakter wie ein Durchgangslager, während der Truppenaufbau in Imphal weiter voranschritt. Aufgrund der ständigen Bewegung der Männer bestand die Garnison unter dem Kommando von Oberst Hugh Richards nach optimalen Schätzungen aus etwa 1500 kämpfenden Truppen. Hierbei handelte es sich hauptsächlich um 420 Offiziere und Männer des 4. Bataillons des Queens Own Royal West Kent Regiments, die zusammen mit dem Rest ihrer Brigade, der indischen 161. und der 5. Infanteriedivision, die aus Arakan nach Kohima ausgeflogen worden waren, um der dortigen Bedrohung durch die Japaner zu entgehen. Der Rest der Einheiten wurde aus Elementen der Assam Rifles und des Assam Regiments zusammen mit den Soldaten aus dem dortigen Urlaubs- und Sanitätslager gebildet.

## Weiteres Vorrücken der Japaner
Ab dem 15. März überquerte die 31. Division den Fluss Chindwin in der Nähe von Homalin und zog auf Pfaden durch den Dschungel auf einer fast 100 Kilometer breiten Front nach Nordwesten. Da nicht genügend Transportmittel zur Verfügung standen blieben die Hälfte der Gebirgsgeschütze des Artillerieregiments und die schweren Waffen der Infanterieregimenter zurück. Zudem wurden nur Lebensmittel- und Munitionsvorräte mitgeführt, die für drei Wochen ausreichten.

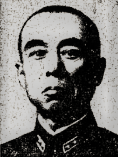
Generalleutnant Masafumi Yamauchi

Der linke Flügel der Division bestand aus dem Großteil des 58. Regiments und wurde vom Kommandeur der Infanteriegruppe der Division, Generalmajor Miyazaki Shigesaburō, angeführt. Die 5. Division von Generalleutnant Masafumi Yamauchi befand sich hinter ihnen. Am 20. März trafen sie auf indische Einheiten, die die nördlichen Zugänge zu Imphal abdeckten.
Die daraus resultierende Schlacht um Sangshak dauerte sechs Tage. Die Japaner waren zwar erfolgreich, hatten danach aber mehr als 400 Opfer zu beklagen. Shigesaburō Miyazaki war es gelungen auch einige der Lebensmittel und Munition zu erbeuten, die von Flugzeugen der Royal Air Force an die Verteidiger von Sangshak abgeworfen worden waren. Trotz dieses kleinen Erfolgs hatte Miyazakis Truppe, die eigentlich den kürzesten und einfachsten Weg nach Kohima hatte, eine unschätzbare Woche Verspätung.
Generalleutnant Slim erkannte unterdessen, teilweise anhand japanischer Dokumente, die in Sangshak erbeutet wurden, dass eine ganze japanische Division auf Kohima vorrückte. Er und sein Stab waren ursprünglich davon ausgegangen, dass das unwegsame Gelände der Gegend die Japaner daran hindern würde, mehr als ein Regiment gegen Kohima zu schicken. Slim war bewusst, dass es in Kohima nur wenige Kampftruppen gab und am lebenswichtigen Stützpunkt 48 Kilometer nördlich in Dimapur überhaupt keine. Da der Fall von Dimapur für die Alliierten katastrophal gewesen wäre, bat Slim seinen Vorgesetzten, General Sir George Giffard, den Kommandeur der 11. Armeegruppe, um mehr Truppen, um Dimapur zu schützen und den Abzug von Imphal vorzubereiten.

## Schlacht um Kohima

### Garrison Hill
Generalleutnant Montagu Stopford, der Befehlshaber des britischen XXXIII Korps, hatte kurz vor dem Eintreffen der Japaner dann noch Verstärkungen aus Dimapur erhalten. Zwei Bataillone mit angegliederter Artillerie waren etwa drei Kilometer westlich von Kohima auf dem höchsten Hügel des Bergrückens stationiert, der später als Garrison Hill bekannt wurde. Das Terrain dieses Bergrückens ermöglichte nur den Einsatz eines Bataillons des 4. Royal West Kent Regiments. Der Rest der indischen 161. Brigade, inklusive der Artillerie der Brigade, wurden mehr als zwei Kilometer westlich von Kohima in Jotsoma stationiert. Während des Schlachtverlaufs wurden Einheiten von Jotsoma nach vorne geschickt, um die von der 4. Royal West Kents abgedeckten Gebiete zu verstärken.

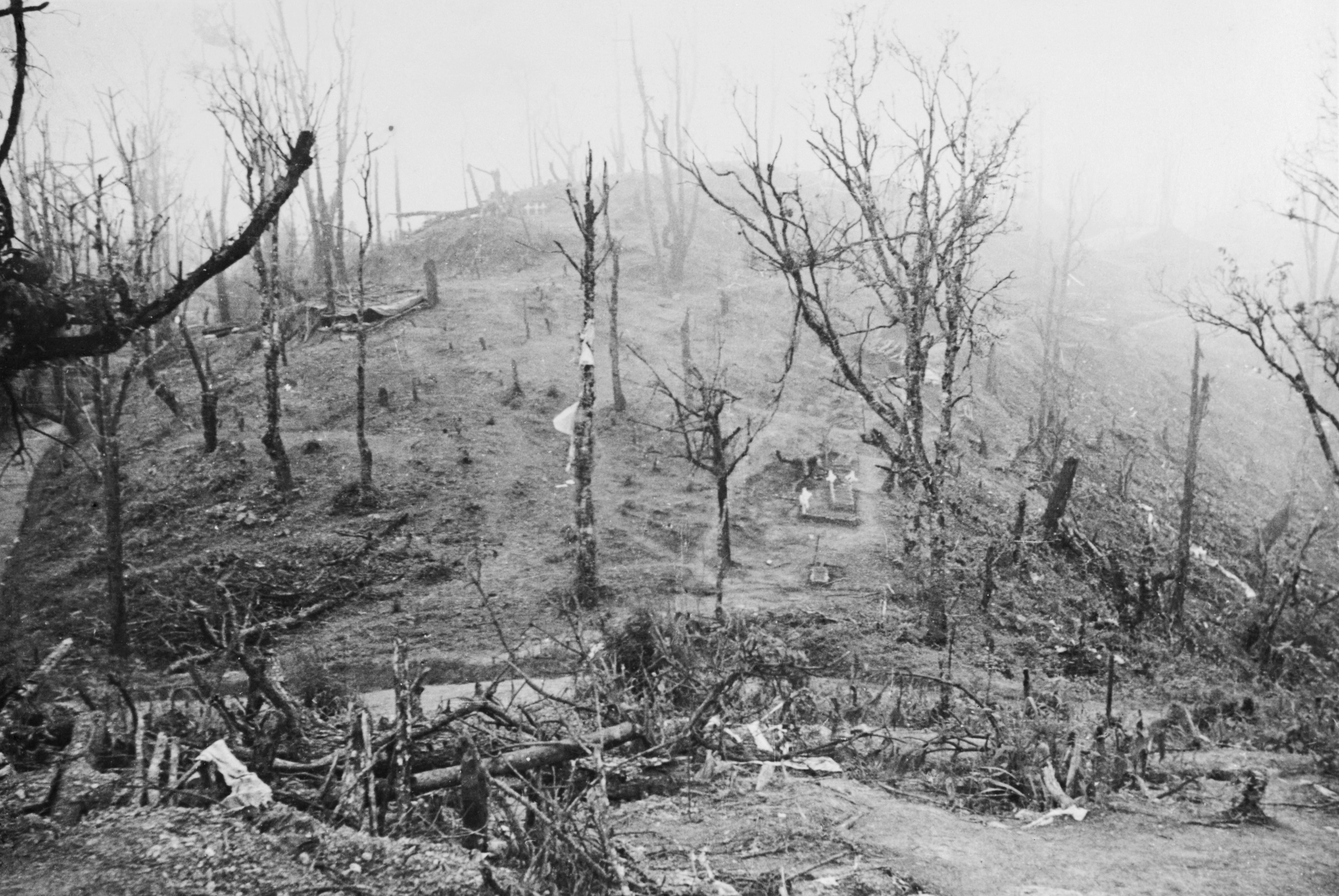
Blick auf das Schlachtfeld Garrison Hill

Die Kämpfe begannen dort am 30. März, als die japanische 31. Division die verstreuten Einheiten der Assam Rifles und anderer Regimenter, die die Zugänge nach Kohima verteidigten, zurückdrängte. Die Verteidiger der Stadt standen jetzt einer japanischen Übermacht von rund 12.000 Soldaten gegenüber. Kommandeur Richards war auf die Ankunft einer Durchbruchtruppe aus Dimapur, der britischen 2. Division, angewiesen, ohne die seine Verteidigung überfordert wäre.
Die Japaner trafen am 4. April in der Gegend um Kohima ein.

### Die Belagerung von Kohima
Die alliierten Truppen hatten bis zum 5. April ihre jeweiligen Stellungen in und um Kohima bezogen. Die 4. Royal West Kents und die unterstützenden Truppen der Assam Rifles, des Assam Regiments und Gurkhas des Shere Regiment des Maharadscha Juddha Shumsher von Nepal wurden in einer Reihe von Schützengräben entlang des Kohima Bergrückens positioniert. Der Bergrücken bestand aus Hügeln wie Garrison Hill, Jail Hill, dem Field Supply Depot (FSD) Hill und Detail Issue (DIS) Hill. Wo sich die lange Straße von Dimapur bis zum Kamm des Bergrückens hinaufschlängelt stand der Bungalow des britischen Deputy Commissioner (DC) Charles Pawsey mit seinem asphaltierten Tennisplatz und seinen in den Hang gehauenen Terrassengärten. Dicht daneben lag der Summer House Hill, der durch einen Sattel mit einem anderen Hügel namens Treasury Hill verbunden war. Das Schlachtfeld, das von einem dritten Hügel, dem von den Japanern besetzten College Hill, dominiert wurde, war sehr klein. Das von der insgesamt etwa 2.000 Mann starken Garnison als Hauptverteidigungslinie genutzte Areal war kaum größer als 370 mal 460 Meter.
Die Verteidiger verfügten zwar über Nahrung, aber es fehlte ihnen an Wasser, Munition und medizinischer Versorgung was für eine längere Verteidigung wichtig war. Diese wurden ihnen von der Royal Air Force bereitgestellt. Alles wurde auf dem Summer House Hill abgeworfen, dem einzig möglichen Ort, der sich noch in den Händen der Verteidigung befand und an dem eine Chance bestand, die Container einzusammeln. Dies geschah kriechend meist nachts auf die Gefahr hin auf Japaner zu treffen, die ebenfalls die Güter einsammeln wollten.

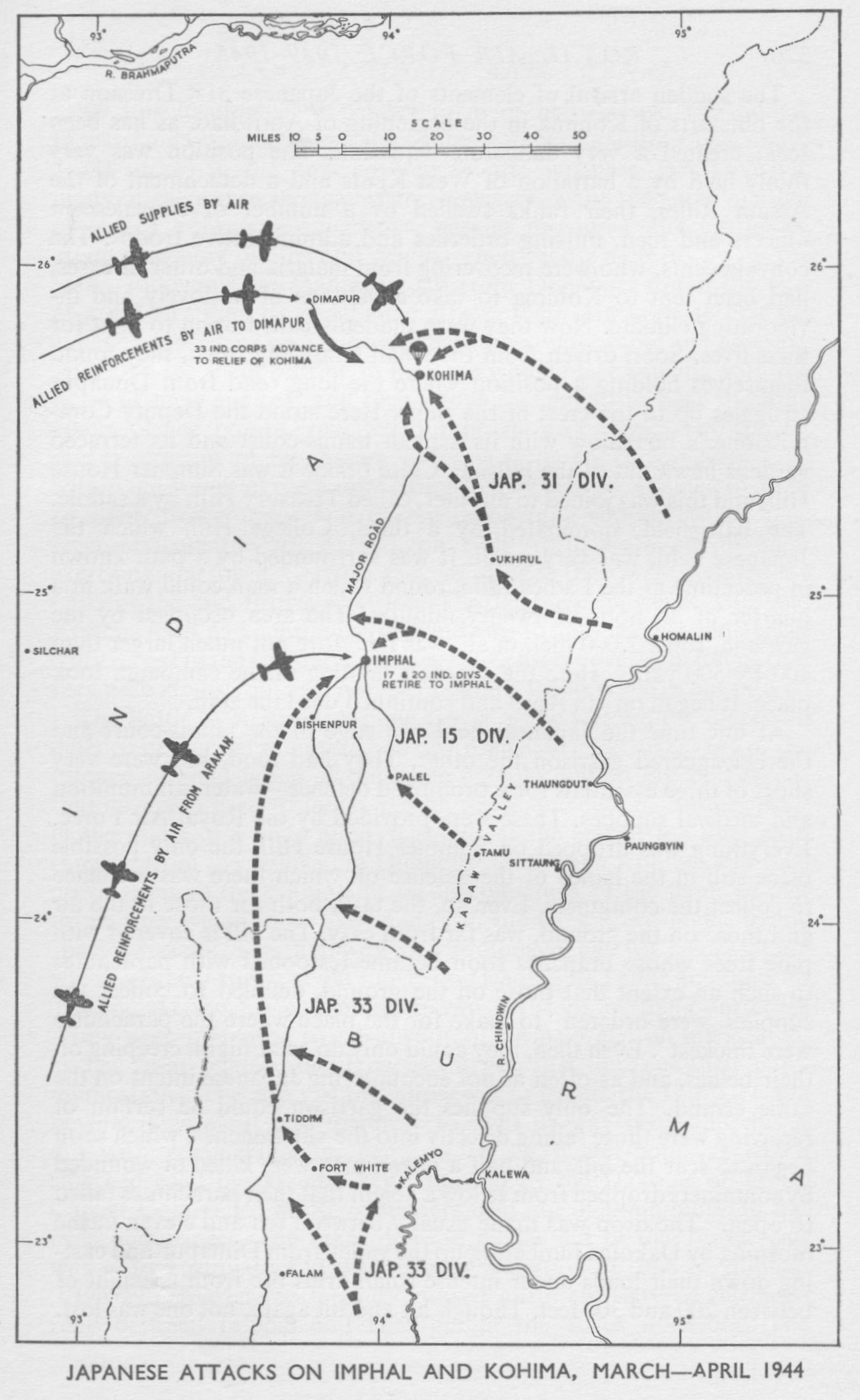
Japanische Angriffe auf Imphal and Kohima zwischen März und April 1944

Die japanische 31. Division eröffnete mit dem Angriff am Abend des 5. auf den 6. April die Belagerung von Kohima. Die Garnison wurde kontinuierlich beschossen, in vielen Fällen von Japanern, die in Sangshak und anderen Depots erbeutete Waffen und Munition verwendeten, und wurde langsam auf einen kleinen Umfang auf dem Garrison Hill zusammengedrängt.
Die 4. Royal West Kents erkannten ihre zahlenmäßige Unterlegenheit und zogen sich nach dem ersten größeren Angriff von den isolierteren Stellungen auf dem Hügel zurück. Die Japaner waren erheblich auf dem Bergrücken vorgedrungen und bereiteten ihre eigenen Verteidigungsstellungen vor. Am 7. April trafen Verstärkungen der Rajputen aus Jotsoma ein, was die Moral der Verteidiger stärkte.
Am 8. April starteten die Japaner eine Reihe von Angriffen auf den nordöstlichen Bereich der Verteidigungsanlagen. Die Briten und Inder an diesem Ort wurden am folgenden Tag gezwungen sich auf den Tennisplatz des Bungalows zurückzuziehen. Der Tennisplatz selbst wurde zum Niemandsland, da sich die Japaner und die Verteidiger von Kohima auf gegenüberliegenden Seiten eingruben. Sie lagen so nah beieinander, dass Granaten zwischen den Schützengräben hin und her geworfen werden konnten.
Auch die Gleise zwischen Jotsoma und Kohima sowie die Straße zwischen Jotsoma und Dimapur wurden unterbrochen. So zwangen die Japaner die Garnison in Kohima am 10. und 11. April mit Angriffen auf DIS und FSD, sich weiter in ihre Linien zurückzuziehen.
Am 13. April nutzten die Japaner ihren Vorteil gegenüber den britischen und indischen Stellungen auf dem Bergrücken. Die Verteidiger am Tennisplatz und in der Nähe des Bungalows gerieten immer stärker unter Artillerie- und Mörserfeuer und sahen sich häufigen Infanterieangriffen ausgesetzt, die sie abwehren mussten. Dies geschah mit Hilfe des präzisen Feuers der am Jotsoma-Kamm stationierten Artillerie, was den japanischen Kommandeuren nicht entging. Daher richteten sie ihre Aufmerksamkeit hauptsächlich auf die Stellungen der Artillerie bei Jotsoma. Die britischen und indischen Truppen konnten auch diese Angriffe abwehren.

#### Alliierte Luftangriffe

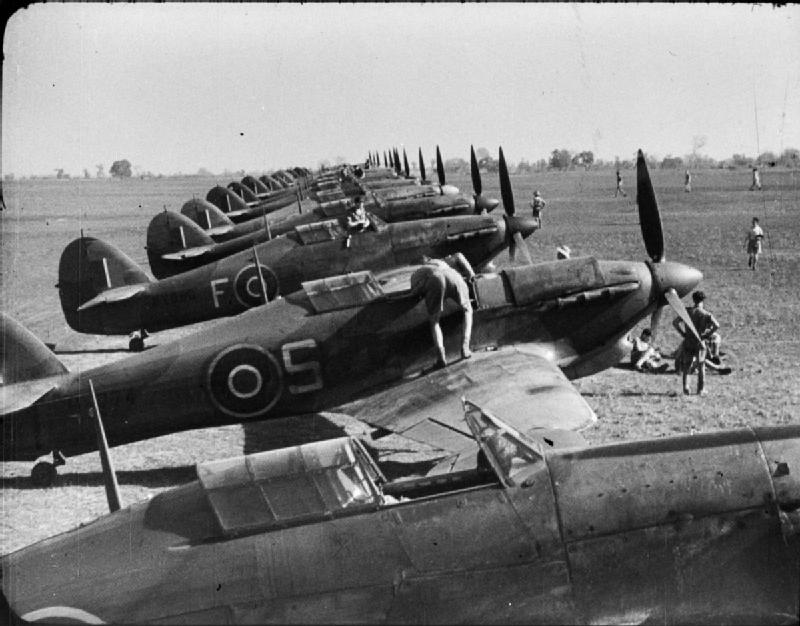
Hawker Hurricane Bomber auf dem Flugfeld in Chittagong

In den 16 Belagerungstagen flogen vier Hurricane-Jagdbomberstaffeln mehr als 2200 Einsätze in dem von der japanischen 31. Division besetzten Gebiet. Viele der Angriffe wurden direkt gegen die Belagerer geflogen, während die gleiche Anzahl von Vultee Vengeance-Staffeln neben der Bereitstellung direkter Unterstützung auch feindliche Deponien und Lager angriffen. Die Japaner konnten ihnen nur mit 17 leichten Gebirgsgeschützen entgegentreten, für die es nur sehr wenig Munition gab.

#### Ende der Belagerung
Einen Wendepunkt der Belagerung markierte am 14. April die Tatsache, dass die Japaner zwar weiterhin die Garnisonen Kohima und Jotsoma beschossen, sie aber keine weiteren Infanterieangriffe starteten. Des Weiteren war mit Hilfe der britischen 2. Division, die aus über 2400 Kilometern Entfernung per Luft- und Landtransport eingetroffen war, die japanische Straßensperre auf der Straße Dimapur-Kohima durchbrochen worden.
Am Abend des 16. April starteten die Japaner einen letzten verzweifelten Angriff auf die Stellungen bei FSD, da sie wussten, dass Verstärkung für die Verteidiger unterwegs war. Die heftigen Kämpfe und die erlittenen Verluste zwangen die alliierten Truppen, sich von der FSD auf die Stellungen am Garrison Hill zurückzuziehen, wodurch sich das zu verteidigende Areal noch mehr verengte. Kurz bevor die Lage aussichtslos zu werden schien, griff die britische Artillerie am Morgen des 18. April von Westen her gegen die japanischen Stellungen an. Ein Teil der britischen 2. Division, zusammen mit der 161. Brigade und Panzern des XXXIII Korps, drangen in das Gebiet nordwestlich von Garrison Hill vor und drängten die Japaner aus ihren Stellungen. Die Belagerung endete am 20. April, da jetzt auch die Straße zwischen Dimapur und Kohima freigekämpft worden war.

### Niederlage der Japaner
Ausschlaggebend für die japanische Niederlage war der Mangel an Nachschub. Die Chindits, die eine Operation im Hinterland der japanischen Linien durchführten, unterbrachen deren Nachschublinien und hinderten sie daran, in den Naga-Hügeln östlich von Kohima Nahrung zu finden. Die Japaner führten zwei Nachschubmissionen durch und nutzten erbeutete Jeeps, um Vorräte vom Fluss Chindwin zur 31. Division zu transportieren. Sie brachten jedoch hauptsächlich Artillerie und Panzerabwehrmunition und keine Lebensmittel mit.

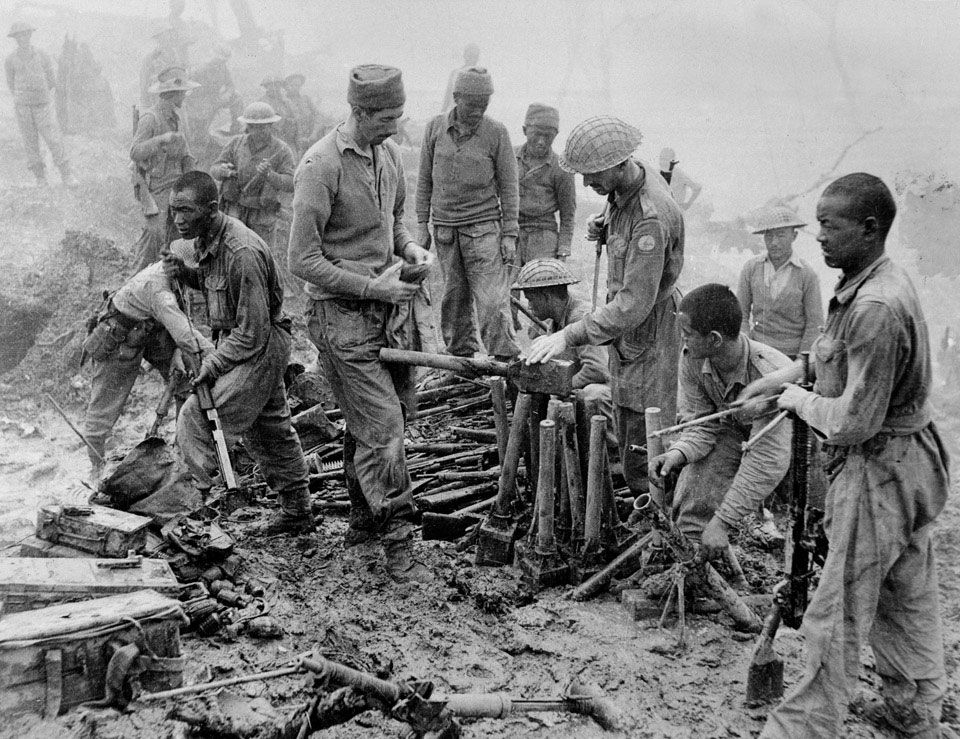
Indische und Gurkha-Soldaten inspizieren erbeutete japanische Kampfmittel

Mitte Mai waren Satōs Truppen am Verhungern. Er war der Ansicht, dass Mutaguchi und das Hauptquartier der 15. Armee seine Situation kaum zur Kenntnis nahmen, da sie ihm im April mehrere verwirrende und widersprüchliche Befehle erteilt hatten. Am 25. Mai teilte Satō dem Hauptquartier der 15. Armee mit, dass er sich am 1. Juni zurückziehen werde, sofern seine Division keine weiteren Nachschublieferungen mehr erhalte. Schließlich verließ er am 31. Mai das Dorf Naga und andere Stellungen nördlich der Straße, obwohl Mutaguchi ihm befohlen hatte, an seiner Stellung festzuhalten.
Viele japanische Soldaten waren zu schwach, um sich weiter nach Süden als nach Ukhrul, in die Nähe des Sangshak-Schlachtfeldes, zu schleppen. Dort waren Sanitätsstationen eingerichtet worden. Allerdings gab es dort keine Medikamente, medizinisches Personal oder Lebensmittel. Auch in Humine, 32 Kilometer südlich von Ukhrul, hoffte Satō vergeblich Vorräte zu finden.
Das XXXIII Korps folgte den sich zurückziehenden Japanern. Die britische 2. Division rückte die Hauptstraße entlang vor, während sich die indische 7. Division durch das unwegsame Gelände östlich der Straße bewegte.

## Nach der Schlacht
Bis Ende Mai hatten die Japaner ihre wichtigen Schlüsselpositionen vor Imphal und Kohima verloren. Auch die amerikanisch-chinesischen Streitkräfte waren unterdessen weiter in den Nordosten Burmas vorgedrungen. Als in der Nacht vom 5. auf den 6. Juni die Aradura Spur, rund fünf Kilometer südlich von Kohima, erobert wurde, war die Schlacht in diesem Gebiet endlich zu Ende. Das IV und XXXIII Korps begannen nun, entlang der Straße Kohima-Imphal aufeinander zuzurücken.

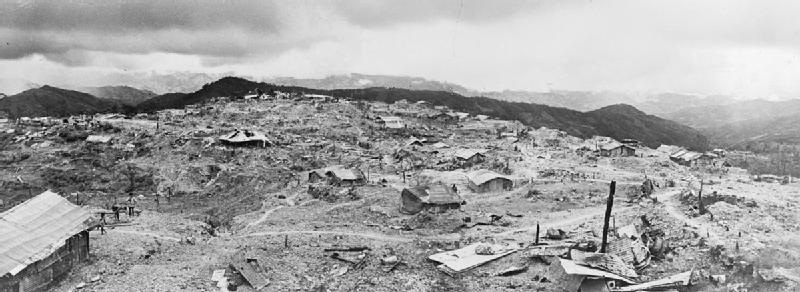
Die Kohima-Hügelkette nach den Kämpfen

Am 22. Juni trafen die führenden Truppen der britischen 2. Division auf den Hauptteil der indischen 5. Division, der von Imphal nach Norden vorrückte, rund 48 Kilometer südlich von Kohima.
Nachdem Satō mehrere Wochen lang die Befehle der 15. Armee ignoriert hatte, wurde er am 5. Juli seines Kommandos über die 31. Division enthoben. Gleichzeitig wurde die gesamte japanische Operation U-gō abgebrochen. Nachdem Satō seines Kommandos enthoben worden war, lehnte er eine Einladung zum Seppuku ab und forderte eine Verhandlung vor einem Militärgericht, um seinen Namen reinzuwaschen und seine Beschwerden über das Hauptquartier der 15. Armee öffentlich zu machen. Nach Aufforderung von General Kawabe Masakazu, Befehlshaber der Regionalarmee Burma, wurde festgestellt, dass Satō einen Nervenzusammenbruch erlitten habe und aus diesem Grund nicht für den Prozess geeignet sei. Satō wurde als Kommandeur der 31. Division von Generalleutnant Tsuchitarō Kawada abgelöst. Shigesaburō Miyazaki wurde zum Generalleutnant befördert und erhielt das Kommando über die 54. Division, die in Arakan diente.
Während der Schlacht hatten die britischen und indischen Streitkräfte 4.064 Opfer zu beklagen, Sie waren tot, vermisst oder verwundet. Dagegen hatten die Japaner in der Gegend von Kohima 5.764 Soldaten verloren. Viele der Männer der 31. Division starben anschließend an Krankheiten oder Hunger oder nahmen sich das Leben.
General George Giffard berichtet in einem Report von 1951, dass nach einer konservativen Schätzung der Verlust der Japaner allein an Toten sich auf 13.500 belief, wobei die Verluste durch die Luftangriffe nicht berücksichtigt wurden. Die Gesamtzahl der japanischen Verluste an der gesamten Front von der Überquerung des Chindwin im März bis Mitte Juni konnte mit Sicherheit auf nicht weniger als 30.000 geschätzt werden. Dagegen beliefen sich die eigenen Verluste an Toten, Verwundeten und Vermissten vom 4. März bis zum 17. Juni auf insgesamt 12.525, von denen nur 2.669 getötet wurden.